# Musique
Pour les articles homonymes, voir Musique (homonymie) et La Musique.

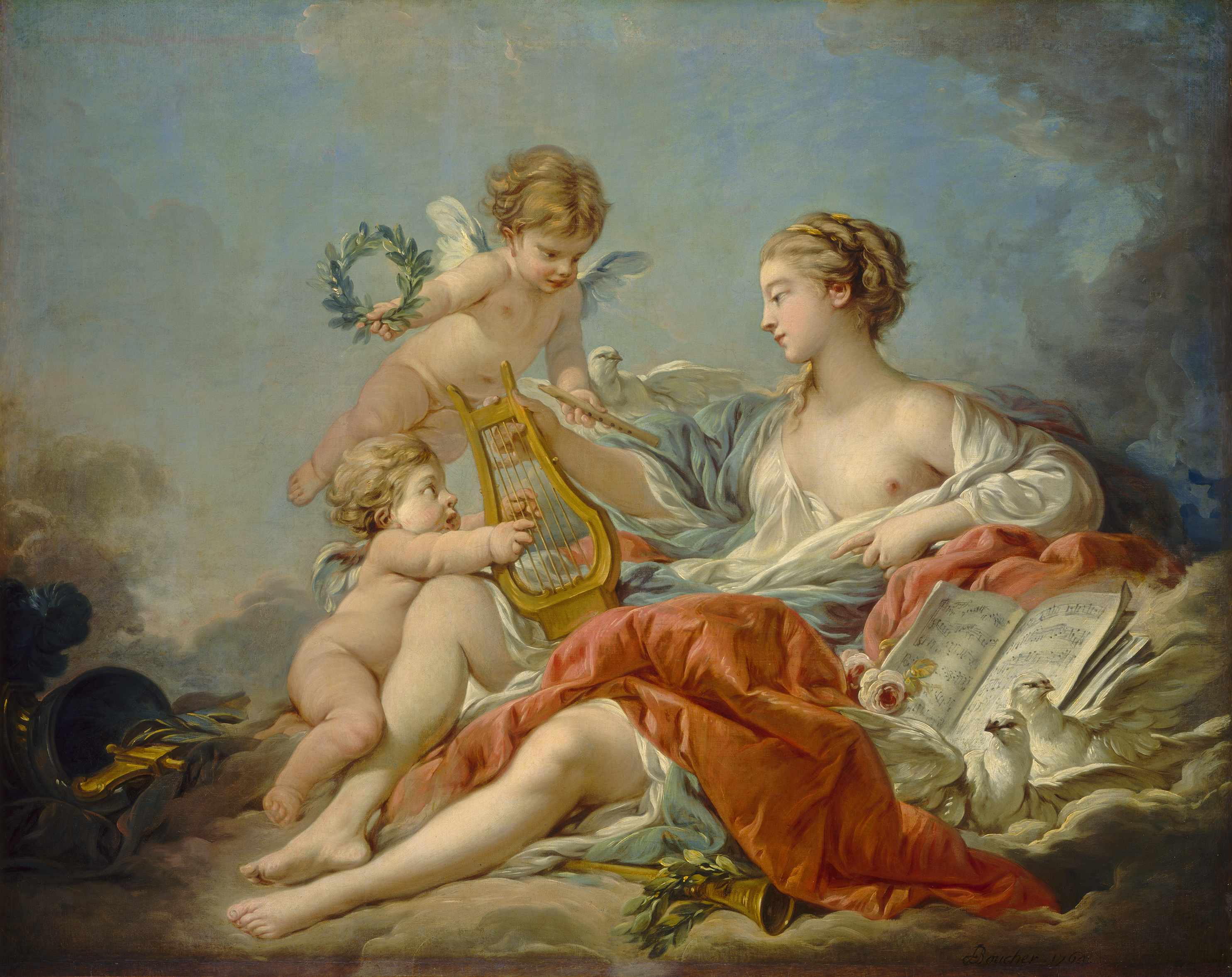
Allégorie de la musique, François Boucher, 1752.

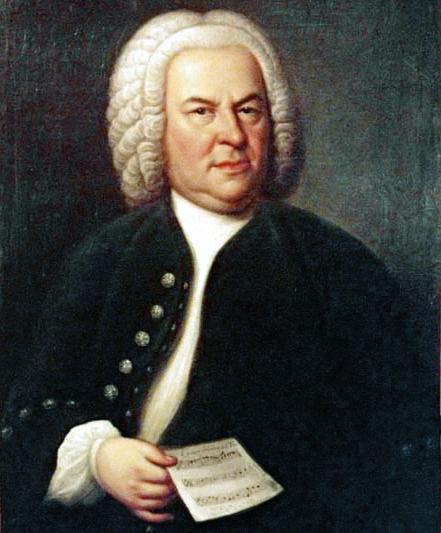
Jean-Sébastien Bach, compositeur de musique baroque.

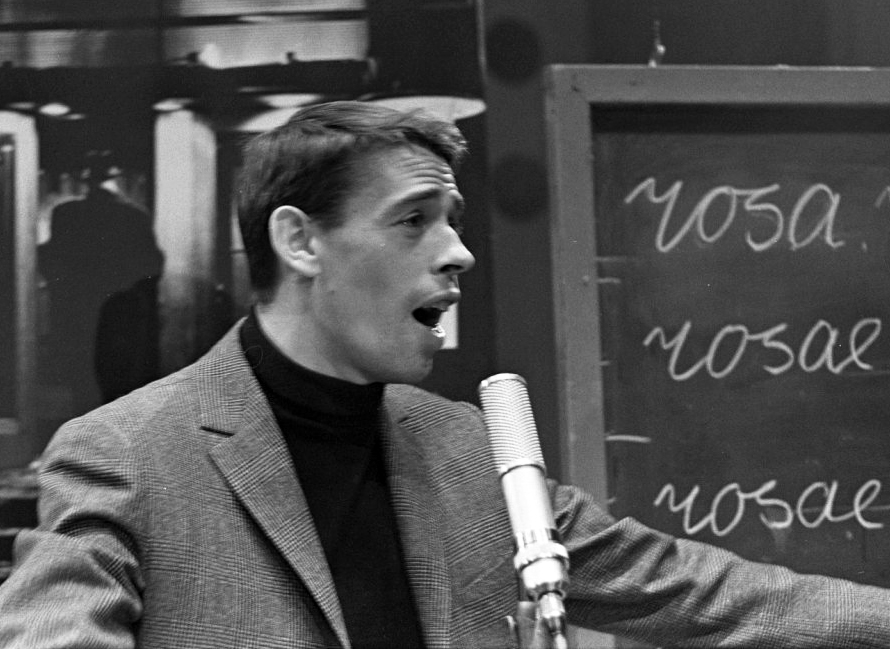
Jacques Brel, chanteur.

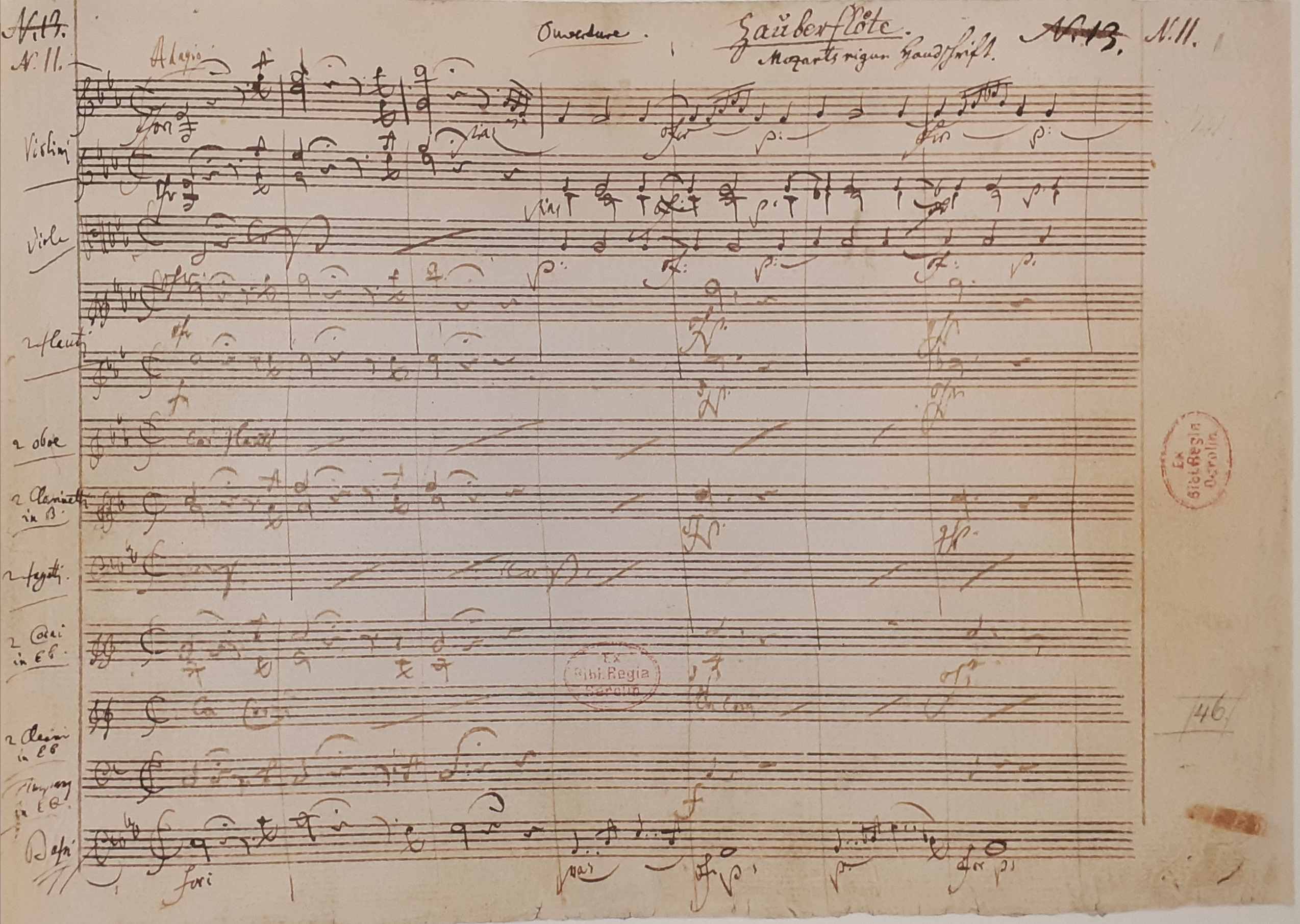
Mozart, La Flûte enchantée, première page du manuscrit autographe.

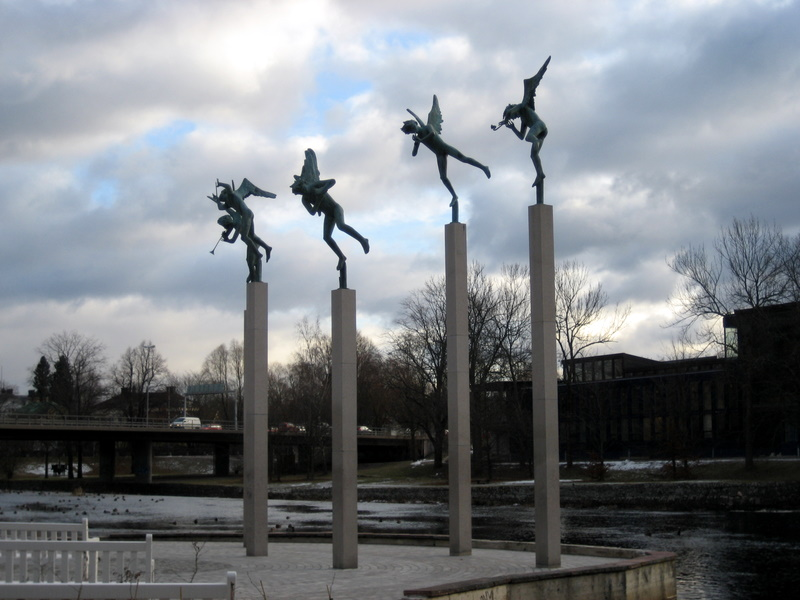
Allégorie évoquant la musique et les instruments.

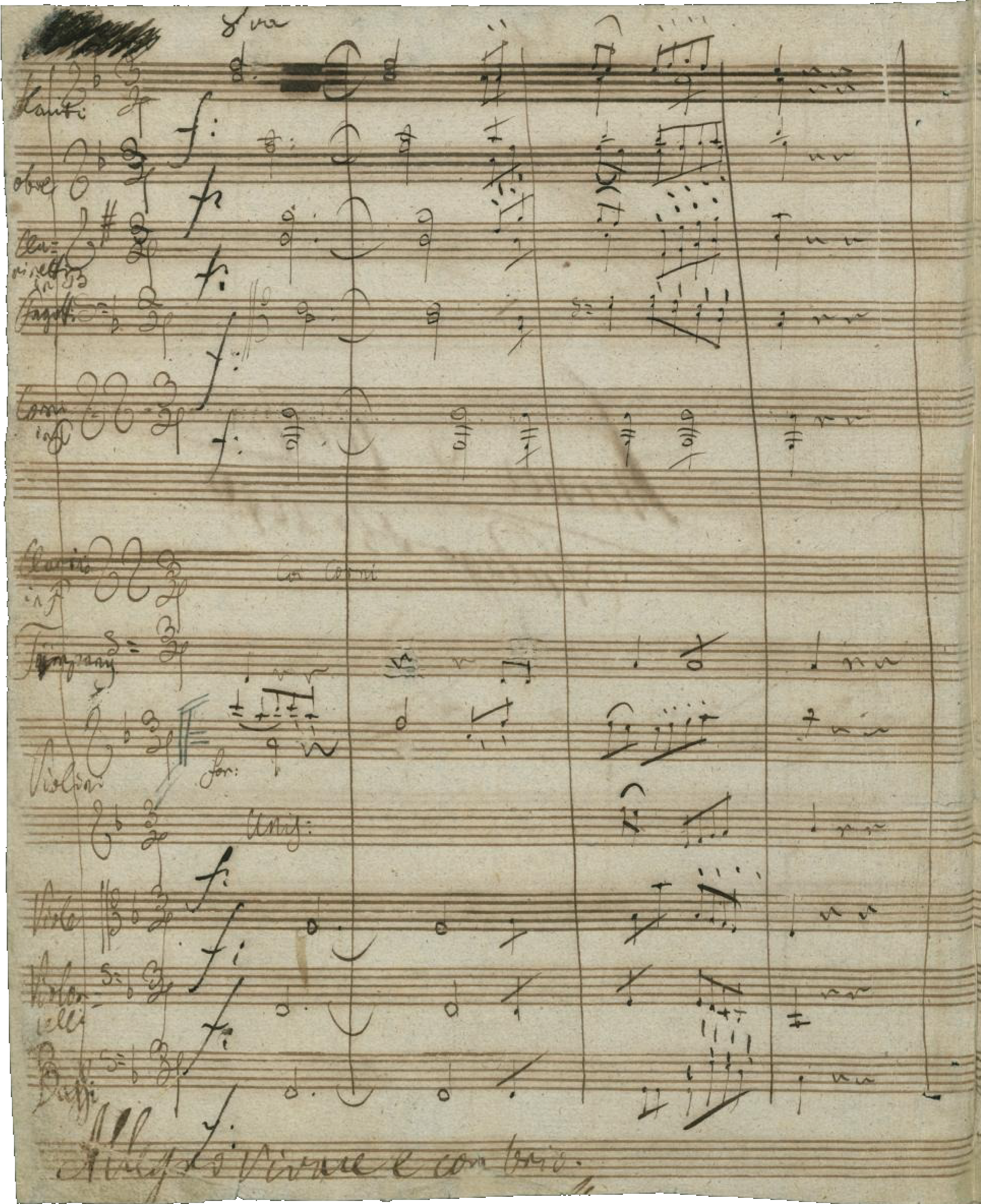
Beethoven, Symphonie no 8, première page du manuscrit autographe.

La musique est un art et une activité culturelle consistant à combiner sons et silences au cours du temps. Les paramètres principaux sont le rythme (façon de combiner les sons dans le temps), la hauteur (combinaison dans les fréquences), les nuances et le timbre. Elle est aujourd'hui considérée comme une forme de poésie moderne.
La musique donne lieu à des créations (des œuvres d'art créées par des compositeurs), des représentations. Elle utilise généralement certaines règles ou systèmes de composition, des plus simples aux plus complexes (souvent les notes de musique, les gammes et autres). Elle peut utiliser divers objets, le corps, mais aussi des instruments de musique spécialement conçus, et de plus en plus tous les sons (concrets, de synthèses, abstraits…).
La musique a existé dans toutes les sociétés humaines, depuis la Préhistoire. Elle est à la fois forme d'expression individuelle (notamment l'expression des sentiments), source de rassemblement collectif et de plaisir (fête, chant, danse) et symbole d'une communauté culturelle, nationale (hymne national, musique traditionnelle, musique folklorique, musique militaire) ou spirituelle (musique religieuse).

## Origine
Bien que la musique soit une caractéristique universelle de la culture humaine, peu de choses sur ses origines et ses fonctions sont établies. La musique pourrait avoir une origine commune avec la parole. Ce concept est nommé le musilangage et propose que le chant et la parole ont servi de première forme de communication aux ancêtres des humains. Charles Darwin et Herbert Spencer sont les premiers à avoir proposé une origine évolutive à la musique. Darwin a suggéré notamment que la musique a permis la communication d'émotions et a servi dans les mécanismes de séduction d'une manière similaire au chant des oiseaux. La musique aurait pu donc évoluer comme un signal de qualité génétique pour les compagnons potentiels. Cependant, si cette hypothèse est communément admise chez les oiseaux, il reste en 2015, difficile de trouver des preuves concrètes pour confirmer cette hypothèse chez l'homme.
L’origine de la musique est notamment le sujet d'étude de la musicologie évolutive (en).

## Histoire
L'histoire de la musique est une matière particulièrement riche et complexe, principalement du fait de ses caractéristiques : la difficulté tient d'abord à l'ancienneté de la musique, phénomène universel remontant à la Préhistoire, qui a donné lieu à la formation de traditions qui se sont développées séparément à travers le monde sur des millénaires. Les premiers instruments représentés sur des peintures rupestres incluent l'arc musical, et attestent de leur utilisation, il y a plus de 13 000 ans. Dans la grotte de Hohle Fels, une flûte en os datée de 35 000 ans avant notre ère a été retrouvée. Un autre type d'instrument primitif est le Rhombe. Il y a donc une multitude de très longues histoires de la musique selon les cultures et civilisations. La musique occidentale (musique classique ou pop-rock au sens très large) ne prend qu'au XVIe siècle l'allure de référence internationale, et encore très partiellement.
La difficulté vient également de la diversité des formes de musique au sein d'une même civilisation : musique savante, musique de l'élite, musique officielle, musique religieuse, musique populaire. Cela va de formes très élaborées à des formes populaires comme les berceuses. Un patrimoine culturel d'une diversité particulièrement large, contrairement à d'autres arts pratiqués de manière plus restreinte ou élitiste (littérature, théâtre…). Enfin, avec la musique, art de l'instant, se pose la question particulière des sources : l'absence de système de notation d'une partie de la musique mondiale, empêche de réellement connaître l'étendue de la musique du temps passé, la tradition n'en ayant probablement sauvé qu'un nombre limité.
La réalisation d'une synthèse universelle apparaît très difficile car beaucoup d'histoires de la musique traitent essentiellement de l'histoire de la musique occidentale. Il n'est en général possible que de se référer aux ouvrages et articles spécialisés par civilisation ou par genre de musique.

## Approches définitoires

### Intrinsèque et extrinsèque
Il existe alors deux « méthodes » pour définir la musique : l’approche intrinsèque (immanente) et l’approche extrinsèque (fonctionnelle). Dans l'approche intrinsèque, la musique existe chez le compositeur avant même d’être entendue ; elle peut même avoir une existence par elle-même, dans la nature et par nature (la musique de la rivière, des oiseaux…, qui n'a aucun besoin d'intervention humaine). Dans l'approche extrinsèque, la musique est une fonction projetée, une perception, sociologique par nature. Elle a tous les sens et au-delà, mais n'est perçue que dans un seul : la musique des oiseaux n'est musique que par la qualification que l'on veut bien lui donner.
L'idée que la musique offre un accès au réel remonte aux pythagoriciens, selon un passage d'Aristote dans la Métaphysique : « Et toutes les concordances qu’ils [les Pythagoriciens] trouvaient, dans les nombres et les accords musicaux, avec les phénomènes du ciel et avec ses parties comme avec son ordonnance entière, ils les rassemblaient et les accordaient. ».
La définition de la science des sons par les pythagoriciens est « une combinaison harmonique des contraires, l'unification des multiples et l'accord des opposés »[réf. souhaitée]. La science des sons est une des quatre sciences de la mesure, supérieure aux mathématiques car elle s'appuie sur la justesse, si vous essayez de terminer l'opération de diviser 10 par 3 en mathématiques vous ne pouvez terminer cette opération alors que le temps musical le permet.
Les deux sciences sensibles de la mesure que sont la musique et l'astronomie ont été laissées de côté à l'époque de Platon pour ne conserver que les deux sciences techniques de la mesure que sont l'arithmétique et la géométrie. Il est bon de se rappeler qu'au départ la science des sons était éthique et médicale et servait à calmer les passions humaines et à remettre les facultés de l'âme à leur juste place, dixit Pythagore, et lorsque cette expérience était réalisée vous étiez capable d'être vous-même et de là d'acquérir les savoir-faire comme dans une sorte d'accordage de l'être humain qui vise à laisser s'exprimer la résonance universelle de la sagesse.

### Anthropocentrisme
Cette définition intègre l'homme à chaque bout de la chaîne. La musique est conçue et reçue par une personne ou un groupe (anthropologique). La définition de la musique, comme de tout art, passe alors par la définition d'une certaine forme de communication entre les individus. La musique est souvent jugée proche du langage (bien qu'elle ne réponde pas à la définition ontologique du langage), communication universelle susceptible d'être entendue par tous et chacun, mais réellement comprise uniquement par quelques-uns. Boris de Schlœzer, dans Problèmes de la musique moderne (1959), dit ainsi : « La musique est langage au même titre que la parole qui désigne, que la poésie, la peinture, la danse, le cinéma. Ceci revient à dire que tout comme l’œuvre poétique ou plastique, l’œuvre musicale a un sens (qui n’apparaît que grâce à l’activité de la conscience) ; avec cette différence pourtant qu’il lui est totalement immanent, entendant par là que close sur elle-même, l’œuvre musicale ne comporte aucune référence à quoi que ce soit et ne nous renvoie pas à autre chose ».

### Compétence «biologique» ou «culturelle»?
La musique est généralement considérée comme un pur artefact culturel. Certains prodiges semblent néanmoins disposer d'un don inné. Les neuropsychologues cherchent donc à caractériser les spécificités des capacités musicales. Le caractère plus ou moins inné des talents artistiques est scientifiquement discuté.
Pour beaucoup, la musique serait propre à l'humain et ne relèverait que peu de la biologie, si ce n'est par le fait qu'elle mobilise fortement l'ouïe. Un débat existe pourtant sur le caractère inné ou acquis d'une partie de la compétence musicale chez l'Homme, et sur le caractère adaptatif ou non de cette « compétence ».

#### Compétence «culturelle»?
Plusieurs arguments évoquent une origine et des fonctions culturelles ou essentiellement socio-culturelles. De nombreux animaux chantent instinctivement, mais avec peu de créativité, et ils semblent peu réceptifs à la musique produite par les humains. Une rythmique du « langage » et du chant existe respectivement chez les primates et chez les oiseaux, mais avec peu de créativité.
Chez l'humain, le chant et le langage semblent relever de compétences cérébrales en partie différentes. L'alphabet morse est une sorte de code « musical » qui a un sens (caché pour celui qui ignore le code). C'est clairement un artefact culturel (personne ne naît en comprenant le morse, car ni sa production ni son interprétation ne sont inscrites dans nos gènes). Chez l'homme, la voix, le langage et la capacité à interpréter un chant évolue beaucoup avec l'âge, ce qui évoque un lien avec l'apprentissage.
Enfin, la musique n'est pratiquée « à haut niveau » que par quelques individus, et souvent après un long apprentissage ; ceci évoque une origine culturelle, ce que les ethnomusicologues et les compositeurs contemporains ont longtemps renforcé. Mais il existe des exceptions, et l'exploration du fonctionnement du cerveau questionne ce point de vue.

#### Compétence «biologique»?
Les neuropsychologues ont dès le début du XXe siècle mis en évidence une composante génétique à certains troubles de l'élocution. Ils ont aussi démontré que certaines structures du cerveau (aires cérébrales frontales inférieures pour l'apprentissage de la tonalité,, et l'hémisphère droit notamment) dont l'intégrité est indispensable à la perception musicale, révèlent l'existence d'un substrat biologique. Ce substrat neuronal peut d'ailleurs être surdéveloppé chez les aveugles (de naissance ou ayant précocement perdu la vue) ou être sous-développé chez les sourds. Certains auteurs estiment que tout humain a une compétence musicale. Ceci ne permet cependant pas d'affirmer que la compétence musicale est biologiquement acquise.
La musique, ou plus exactement la « capacité musicale », la « dysmélodie » et l'amusie congénitale, (incapacité à distinguer les fausses notes, associée à une difficulté à faire de la musique, ou à « recevoir » la musique), qui toucherait 4 % des humains selon Kalmus et Fry (1980), ou les émotions suscitées par la musique évoquent une composante biologique importante, notamment étudiée par le Laboratoire international de Recherche sur le Cerveau, la Musique et le Son (BRAMS) de l'Université de Montréal,. Des études pluridisciplinaires associant la musicologie à la génétique et aux recherches comportementales et comparatives permettraient de préciser les liens entre musique et fonctions cérébrales en neurosciences.
La pratique de la musique semble être un « fait culturel » très ancien, mais 96 % des humains présentent des capacités musicales jugées « spontanées » par les neuropsychologues. Au-delà des aspects neurologiques de l'émission et de l'audition de la voix et du chant, le cerveau animal (des mammifères et oiseaux notamment) montre des compétences innées en termes de rythme, notamment utilisées pour le langage. La musique et la danse ont des aspects fortement transculturels ; elles semblent universellement appréciées au sein de l'humanité, depuis 30 000 ans au moins d'après les instruments découverts par l'archéologie, et la musique d'une culture peut être appréciée d'une autre culture dont le langage est très différent.
L'imagerie cérébrale montre que la musique active certaines zones de plaisir du cerveau et presque tous les humains peuvent presque spontanément chanter et danser sur de la musique, ce qui peut évoquer des bases biologiques et encourager une biomusicologie.
La mémorisation ou la production d'une mélodie semblent mobiliser des réseaux neuronaux particuliers.

#### Compétence adaptative?
La musique aurait-elle une fonction biologique particulière ? ... même si elle ne semble pas avoir une utilité claire en tant que réponse adaptative (tout comme la danse qui lui est souvent associée).
Quelques auteurs comme Wallin estiment que la danse et la musique pourrait avoir une valeur adaptative en cimentant socialement les groupes humains, via la « contagion émotionnelle » que permet la musique.
Les résultats de l'étude de la compétence musicale du bébé et du jeune enfant (ex : chantonnement spontané), et de l'émotion musicale et du « cerveau musical » dans le cerveau, apportent des données nouvelles. Hauser et McDermott en 2003 évoquent une « origine animale » à la musique, mais Peretz et Lidji en 2006 proposent un point de vue intermédiaire : il existe une composante biologique, mais « la musique est une fonction autonome, contrainte de manière innée et faite de modules multiples qui ont un recouvrement minimal avec d’autres fonctions (comme le langage) ».
Si la musique produit des effets sur les groupes, c'est parce que dès qu’on entend une mélodie, on peut s’y associer. Les muscles s’activeraient pour que l’on puisse se mettre à chanter ou à danser comme les autres. Ainsi, le rythme d’une mélodie servirait de ciment social en tissant un lien physique.
D’ailleurs, la musique stimule des régions du cerveau dédiées à la perception du lien social. Il s’agit notamment du sillon temporal supérieur, une région du cortex cérébral localisée près des tempes, et qui s’active par exemple quand on observe les mouvements des yeux d’une personne, ou que l’on est sensible au ton de sa voix (et non à la signification des mots qu’elle prononce).
En 2008, Nikolaus Steinbeis, de l’Institut Max Planck pour la cognition humaine et les sciences du cerveau, et Stefan Koelsch, de l’Université de Sussex en Grande-Bretagne, ont montré que cette zone « sociale » s’active chez des personnes écoutant des accords musicaux. Tout se passe comme si, en entendant de la musique, notre cerveau se tournait vers l’autre. La musique contribuerait à tisser des liens sociaux ; les hymnes le font à l’échelle des nations, les groupes de rock à celle des communautés d’adolescents, les comptines entre parents et enfants.
La musique pourrait aussi avoir une base biologique forte, mais en quelque sorte résulter des hasards de l'évolution et n'avoir aucune fonction adaptative ; c'est une possibilité retenue en 1979 par Gould et Lewontin.

### Moyen d'expression
Selon Claude Debussy, « la musique commence là où la parole est impuissante à exprimer ». Mais pour Saint-Saëns, « Pour moi, l'art c'est la forme. L'expression, voilà qui séduit avant tout l'amateur ». Pour Stravinsky, « L'expression n'a jamais été la propriété immanente de la musique ».

### Tautologique
Selon cette définition, la musique est l’« art des sons » et englobe toute construction artistique destinée à être perçue par l’ouïe.

## Œuvre musicale

### Œuvre en tant que travail produit par l'artiste
Parmi les œuvres musicales on distingue la composition musicale, produite avant son interprétation, et l'improvisation musicale, conçue au moment où le musicien la joue. Ces deux techniques suivent les règles de l'écriture musicale. La transcription musicale consiste à adapter une œuvre à un autre medium.

### Œuvre en tant qu'exécution reçue par l'auditeur
La musique, comme art allographique, passe par l'œuvre musicale. Chacune est un objet intentionnel dont l'unité et l'identité est réalisée par ses temps, espace, mouvement et forme musicaux, comme l'écrit Roman Ingarden. Objet de perception esthétique, l'œuvre est certes d'essence idéale, mais son existence hétéronome se concrétise par son exécution devant un public, ou par son enregistrement, y compris sa numérisation. Comme toute œuvre, l'œuvre musicale existe avant d'être reçue, et elle continue d'exister après. On peut donc s'interroger sur ce qui fait sa pérennité : combien d'œuvres survivent réellement à leurs compositeurs ? Et sont-elles vraiment toutes le reflet de son style, de son art ? On entend surtout par œuvre musicale le projet particulier d'une réalisation musicale. Mais cette réalisation peut être décidée par l'écoute qu'en fait chaque auditeur avec sa culture, sa mémoire, ses sentiments particuliers à cet instant précis autant que par la partition, transcription qui ne comporte pas toute la musique. À partir de la Renaissance et jusqu'au début du XXe siècle, l'unique support de la musique a été la partition. Cette intrusion de l'écrit a été l'élément-clé de la construction de la polyphonie et de l'harmonie dans la musique savante. La partition reste unie au nom du ou des musiciens qui l'ont composée ou enregistrée. Certaines œuvres peuvent être collectives, d'autres restent anonymes. Depuis la généralisation des moyens techniques d'enregistrement du son, l'œuvre peut également s'identifier à son support : l'album de musique, la bande magnétique ou à une simple calligraphie de la représentation du geste musical propre à transcrire l'œuvre du compositeur.
L'informatique musicale a fait évoluer encore cette notion d'œuvre, puisqu'à présent un logiciel est susceptible d'engendrer « automatiquement » une œuvre musicale, ou de produire des sons auxquels l'interprète pourra réagir.

### Formalisme et fonctionnalités

#### Formalisme
Dans son essai sur les « célibataires de l'art », Jean-Marie Schaeffer estime que, dans l'art moderne (et a fortiori dans l'art technologique du XXe siècle), la question-clé : « Qu'est-ce que l'art ? » ou « Quand y a-t-il art ? » s'est progressivement transformée en : « Comment l'art fonctionne-t-il ? ». En musique, ce déplacement d'objet a posé le problème des éléments que l'on peut distinguer a priori dans l'écoute structurelle d'une œuvre. En 1945 apparurent les premières formes d'informatique, et en 1957 on a assisté, avec l'arrivée de l'électronique musicale, à un point de bifurcation. D'abord une nouvelle représentation du sonore qui, bien que difficile à maîtriser, a en fait ouvert des perspectives nouvelles. Ensuite, ces techniques ont remis en cause certaines réflexions théoriques sur la formalisation de la pensée créatrice, renvoyant le compositeur à la confrontation, essentielle dans sa démarche, entre un formalisme abstrait et l'élaboration d'un matériau fonctionnel. La transition vers l'atonalité a détruit les hiérarchies fonctionnelles et transformé le rôle tenu par les fonctions tonales, élaboré depuis Monteverdi.
De fait, la logique des formes musicales est donc devenue surtout une logique fonctionnelle, dans la mesure où elle permet de maintenir la cohésion de l'œuvre, même si les éléments de composition sont multiples (éléments rythmiques, contrapuntiques, harmoniques, etc.). La notion de processus compositionnel, a permis de passer de la vision statique de l'objet musical (celui que l'on peut répertorier, et qui cesserait de vivre en entrant dans le patrimoine) à une vision dynamique. Cette vision est évolutive, ce que ne prenaient pas en considération les théories fondées sur la GestaltPsychologie qui figent la pensée dans des images accumulées dans la mémoire. Le processus musical est plus que la structure : il est en effet une forme dynamique, un devenir. Ce devenir est marqué par l'empreinte du sonore, c'est-à-dire par un matériau musical, et pas uniquement par l'outil ou par la théorie.
À partir de la théorie de la communication de Shannon et Weaver, d'autres définitions insistent plus sur les moyens de réception que sur la chaîne de production de la musique.

#### Fonctionnalités
L'utilisation de musique dans d'autres œuvres (qui sont donc des œuvres de collaboration tel qu'un film, un dessin animé, un conte musical ou un documentaire) pose la question des fonctionnalités de la musique, en particulier dans les contenus audiovisuels. La musique remplit des fonctions lorsqu’elle est utilisée (ou incorporée, synchronisée). La musicologue polonaise Zofia Lissa présente douze fonctions principales, la plupart n’étant pas mutuellement exclusives. Elle cherche à en comprendre la façon dont la musique est utilisée dans les films et l'effet qu'elle produit : par exemple la fonction de Leitmotiv qui contribue à tracer la structure formelle d'un film : description des personnages, des atmosphères, des environnements, ou encore la fonction d'anticipation d'une action subséquente. Plus largement, se pose la question des fonctionnalités de la musique dans un ensemble audiovisuel (qui peut être un flux radiophonique ou un flux télévisuel composé de contenus qui se succèdent sans interruption). Dans un tel contexte, la musique (sous la forme d'un indicatif d'émission, d'un jingle, etc.) remplit pour les diffuseurs diverses fonctions. Elle peut agir comme un élément d’accroche pertinente et capter une attention par sa capacité à séduire ou à émouvoir ou encore à annoncer. Mario d'Angelo, en s'appuyant doublement sur une compréhension des finalités recherchées du côté de l'offre (par les concepteurs des contenus audiovisuels et du flux télévisuel) et des finalités perçues du côté de la réception (par les téléspectateurs), retient six fonctions : mnémonique, identitaire, émotionnelle, esthétique, didactique et narrative ; elles ne sont pas mutuellement exclusives.

## Technique

### Art du temps
Le temps gouverne la musique comme il gouverne la perception du son : depuis le micro-temps, qui est l'échelle de la vibration sonore car le son est une mise en vibration de l'air, jusqu'à la forme musicale, construction dans un temps de l'écoute. Comme la forme musicale ne nous est révélée qu’au fur et à mesure, chaque instant est en puissance un moment d’avenir, une projection dans l’inconnu. C’est le sens du titre d’une œuvre d’Henri Dutilleux qui propose de nous plonger dans le « mystère de l’instant ». Le théologien suisse Hans Urs von Balthasar livre cette métaphore judicieusement musicale de la condition humaine : « Faites donc confiance au temps. Le temps c’est de la musique ; et le domaine d’où elle émane, c’est l’avenir. Mesure après mesure, la symphonie s’engendre elle-même, naissant miraculeusement d’une réserve de durée inépuisable ».

#### Composantes
Dans cette composante temporelle, la musique peut se déployer selon trois dimensions fondamentales :
- le rythme, qui relève de la durée des sons et de leur niveau d'intensité (la dynamique) ;
- la mélodie, qui est l'impression produite par la succession de sons de hauteurs différentes ;
- la polyphonie ou harmonie (ces deux termes, pris dans leur sens le plus large), considère la superposition voulue de sons simultanés (cf aussi fusion) ;
- une autre catégorie du son est apparue dans la musique savante à partir du XVIe siècle, celle du timbre. Elle permet une polyphonie mêlant plusieurs instruments (le terme harmonie est d'ailleurs encore utilisé dans ce sens lorsque l'on parle de « l'harmonie municipale »), ou une monodie spécialement dédiée à l'un d'eux.

Selon les genres musicaux, l'une ou l'autre de ces trois dimensions pourra prédominer :
- le rythme, par exemple, a généralement la primauté dans certaines musiques africaines traditionnelles (Afrique noire notamment) ;
- la mélodie prime dans la plupart des musiques de culture orientale ;
- l'harmonie est le socle de la musique savante occidentale, ou d'inspiration occidentale.

#### Dimensions sonores et son
Grâce au développement des recherches de l'acoustique musicale et de la psychoacoustique, le son musical se définit à partir de ses composantes timbrales et des paramètres psychoacoustiques qui entrent en jeu dans sa perception. D'objet sonore, matériau brut que le musicien doit travailler, ce matériau devient objet musical ; la musique permet de passer à une dimension artistique qui métamorphose le « donné à entendre ». Le silence n'est plus « absence de son ». Même le fameux 4′33″ de John Cage, est un « donné à entendre ». Mais ce « donné à entendre » englobe désormais un matériau de plus en plus large. Depuis le début du XXe siècle, cet élargissement s’opère vers l’intégration des qualités intrinsèques de notre environnement sonore (concerts bruitistes, introduction des sirènes chez Varèse, catalogues d’oiseaux de Messiaen, etc.). Comment distinguer alors bruit et signal, comment distinguer ordre et désordre, création musicale et nuisance sonore ? Le bruit, c’est uniquement ce qu’on ne veut pas transmettre et qui s’insinue malgré nous dans le message ; en lui-même il n’a aucune différence de structure avec un signal utile. On ne peut plus distinguer comme auparavant le son purement musical et le bruit. Avec l’élaboration d’une formalisation par nature des fonctions du bruit, les sons inharmoniques (apériodiques) qui liés à la vie courante participent désormais, dans l’intégration du sonore, à la construction musicale. Tous les éléments de notre environnement sonore contiennent une certaine part de bruit, qui a vocation de devenir fonction structurante par destination.
L’ensemble de ces bouleversements conceptuels accompagne les découvertes scientifiques et techniques qui permirent de développer des factures instrumentales nouvelles (notamment avec l'électronique). L’instrument de musique primitif se voulait représentation des sons naturels (le vent dans les arbres se retrouvant dans le son de la flûte, le chant des oiseaux dans celui de l’homme…). À cette condition, il était le seul capable de traduire le musical (d’opérer une distinction entre sons harmoniques et bruits). L’extension des techniques aidant, la notion même d’instrument s’est trouvée redéfinie… . La machine et l’instrument se sont rejoints. Ce que les hommes acceptent de reconnaître comme musical correspond désormais à une appropriation d’un matériau sonore étendu, à une intégration de phénomènes jusqu’alors considérés comme bruits.

#### Intrusion de l’aléatoire
Avec la composition assistée par ordinateur, première expérimentation musicale à utiliser l’ordinateur, les théories musicales se sont tour à tour préoccupées d’infléchir ou de laisser l’initiative à la machine, et, parallèlement, de libérer totalement l’homme de certaines tâches de régulation ou de lui laisser une part importante de création. La problématique oscille ainsi, de façon quasi paradoxale mais finalement foncièrement dialectique, entre déterminisme et aléatoire, entre aléa et logique, entre hasard et nécessité. Le formalisme aléatoire (mathématisé) « calcule » sans qu’il n’empiète sur les atouts sensibles du compositeur. Les objets mathématiques qui se sont développés créent véritablement un intermédiaire vers des paradigmes esthétiques que l’expérimentation musicale essaie petit à petit de mettre à jour, intermédiaire qui se situerait entre un ordre régulier, périodique, et un chaos incontrôlé, aléatoire et singulier. Hiller, le père de la composition assistée par ordinateur, sans juger qui pourrait effectuer les compromis, considérait déjà que « la musique est un compromis, voire une médiation, entre la monotonie et le chaos ».
Artistiquement, à la théorie de l'information de Shannon répond la théorie de l’indétermination de John Cage (l’information est maximale donc nulle). En 1951, Cage et Feldman s’en remirent à l’aléatoire codifié du I Ching pour bâtir leur œuvre Music of Changes. Cette œuvre, qui brise les carcans de la notion traditionnelle d’œuvre musicale, sert de manifeste artistique au concept de l’indétermination.
Cage introduit subrepticement le hasard dans la composition dans un sens plus combinatoire. Music of Changes laisse place à l’aléa contre la logique en réhabilitant le pouvoir créateur de l’expérience divinatoire, le pouvoir de la création par le hasard. John Cage, Morton Feldman et Earle Brown utilisaient aussi un hasard codifié, l’aléatoire du I Ching, livre de divination chinois qui laisse entrevoir un certain nombre de combinaisons par pentagrammes. Le hasard est sublimé par le destin dans une prédication divinatoire (Concerto pour piano (1957)). Puis, chez Cage les théories devenant paroxystiques, il prône la raréfaction de la musique jusqu’au total aléa (4’33’’) : l’écoute est focalisée vers des objets sonores qui n’ont pas été directement prévus pour cela. Peu de critiques ont pu abonder dans son sens, déplorant que ces théories ne servent qu’à la justification d’un « coup » médiatique.

##### Musique algorithmique
Pour tenter de réduire la proportion de hasard fatalement confiée à la technique, la machine fut utilisée par la suite pour ses fonctions de contrôle de l’automation qui assure un enchaînement continu d’opérations mathématiques et logiques. Pierre Barbaud débuta dans cet esprit ses travaux sur la composition « automatique » et mit au point avec Roger Blanchard en 1959 le programme ALGOM I-5 pour l’ordinateur Gamma 60 du Centre de calcul électronique de la compagnie Bull à Paris.

##### Musique stochastique
Cette mathématisation accrue des possibles continua à être prise en compte mais en essayant de reprendre à la machine la part de responsabilité qu’elle avait conquise. Dès 1954, Iannis Xenakis avait créé son opus un, Metastasis pour 61 instruments ; c’est la première musique entièrement déduite de règles et de procédures mathématiques. Pour son créateur, il s’agit de mettre en pratique une relation directe entre musique et architecture, combinaison certes peu commune mais qui pour l’assistant de Le Corbusier va de soi. Il la mettra à profit en utilisant les mêmes règles de construction dans l’élaboration des plans du pavillon Philips pour l’exposition universelle et internationale de Bruxelles en 1958 (pavillon où seront jouées dans un même concert les créations des œuvres de Varèse (Poèmes électroniques) et de Xenakis (Concret PH)).
En 1956 est publiée une théorisation de la musique stochastique qui s’appuie entre autres sur la théorie des jeux de von Neumann. Le hasard n’y est déjà plus une simple chance ; contrairement à la troisième sonate de Pierre Boulez ou aux autres œuvres « ouvertes », contrairement à Cage, et à sa démission de compositeur, la probabilité est entièrement calculée et les règles sont explicitées (Achorripsis ou ST/10-1 en 1961). Le processus global est prévisible, même si les évènements qui le composent sont aléatoires. Par cette philosophie de la création, Xenakis essaie de se rapprocher des phénomènes biologiques et des événements du monde vivant.

### Notation, théorie et système
Un « système musical » est un ensemble de règles et d'usages attachés à un genre musical donné. On parle parfois de « théorie musicale ». La conception de la musique comme système peut aller très loin (par exemple la représentation de l'univers par la théorie d'origine pythagoricienne de l'Harmonie des sphères), et les anciens Grecs comptaient la musique comme une des composantes des mathématiques, à l'égal de l'arithmétique, de la géométrie et de l'astronomie. Plus près de nous, Rameau dans son Dictionnaire de la Musique arrive à considérer la musique comme étant à la base des mathématiques.
Certaines musiques possèdent en outre un système de notation. La musique occidentale, avec son solfège, en est un exemple notoire. Dans ce cas, il est difficile de séparer le système musical du système de notation qui lui est associé. Certaines musiques traditionnelles sont uniquement de transmission orale, et développent des systèmes musicaux différents.

#### Signes musicaux
En occident, la musique s'écrit avec des signes : les notes de musique, les clés, les silences, les altérations, etc. Les notes de musique s'écrivent sur une portée, composée de 5 lignes parallèles. La portée comporte aussi des barres verticales. L'espace entre deux barres de mesure est une mesure. Il existe aussi des doubles barres. Les sept notes de musique sont : do (ou ut), ré, mi, fa, sol, la et si. Les notes s'écrivent sur la portée ou sur des lignes supplémentaires placées au-dessus ou en dessous de la portée. La portée va du plus grave (en bas) au plus aigu (en haut). Une même note peut être jouée de façon plus ou moins grave ou aiguë.
Une octave est la distance qui sépare deux notes identiques, plus ou moins graves. Il existe de très nombreux signes musicaux pour indiquer la durée d'une note. En particulier :
- la figure de la note : ronde (la plus longue), puis blanche (avec une queue simple), puis noire, puis croche (queue avec une croche), puis double croche, puis triple croche, puis quadruple croche (la plus courte) ;
- le point, placé à côté de la note (ou du silence), la fait durer plus longtemps (il ajoute à la note la moitié de son temps initial). Le point peut être doublé (mais le deuxième point dure la moitié du premier) ;
- la liaison entre deux notes du même nom fait durer cette note tout le temps de la liaison (même si d'autres notes s'intercalent entre les deux) ;
- le triolet (identifié par un chiffre 3 sous ou sur les trois notes reliées) allonge également la durée de la note. Deux triolets forment un sextolet (identifié par un chiffre 6).

Les silences sont les moments du morceau de musique sans son. Il existe sept figures de silence : la pause, la demi-pause, le soupir, le demi-soupir, le quart de soupir, le huitième de soupir, le seizième de soupir. Les clés indiquent la base de départ de la lecture de la partition. Il existe trois clés : la clé de sol, la clé de fa et la clé d'ut.
Les altérations modifient le son d'une note pour le rendre plus grave ou plus aigu. Il existe trois altérations :
- le dièse (qui rend le son plus aigu d'un demi-ton, l'élève) ;
- le bémol (qui rend le son plus grave d'un demi-ton, l'abaisse) ;
- le bécarre, qui remet le son dans son état initial.

Il existe également des double-dièse et des double-bémol. Si l'altération concerne la ligne entière, elle est placée près de la clé et s'appelle armure. Si elle ne concerne qu'une note (ou toute note identique suivant la note modifiée dans la mesure), elle est placée juste avant la note.

#### Gammes
Une succession de notes voisines (ou conjointes) forme une gamme. Celle-ci est donc une succession de sons ascendants (de plus grave au plus aigu) ou descendants (du plus aigu au plus grave). Lorsqu'elle respecte la loi de la tonalité, il s'agit d'une gamme diatonique. Une succession de notes qui ne sont pas voisines (ou disjointes) forme un arpège, un arpège est souvent le jeu égrainé d'un accord du plus aigu au plus grave ou l'inverse.
Dans la musique occidentale, les notes de la gamme (également appelées des degrés) sont séparées par des tons ou des demi-tons. On distingue les demi-tons diatoniques situés entre deux notes de nom différent et demi-tons chromatiques situés entre deux notes de même nom mais altérées par un dièse ou un bémol. La gamme chromatique comprend tons et demi-tons, tandis que la gamme diatonique ne contient que les tons.
Les notes sont séparés par des intervalles : lorsque les notes sont voisines, par exemple do et ré, l'intervalle est dit de deux degrés ou seconde. On parle ensuite, par éloignement croissant entre les notes, de tierce, quarte, quinte, sixte, septième et octave (intervalle de huit degrés). Comme il existe sept notes de musique dans une gamme diatonique, l'octave, qui relie 8 degrés, relie deux notes de même nom, mais de hauteur différente (on dit que la note est plus aiguë ou plus grave d'une octave). Au-delà de l'octave, on parle d'intervalle redoublé (on parle de neuvième, de dixième...). Par défaut, on considère que l'intervalle est ascendant (il va du grave à l'aigu) sauf si le contraire est indiqué. L'intervalle peut en effet être renversé. Les différents types d'intervalle sont également appelés mineur, majeur, juste. Ils sont alors dits diminués ou augmentés.

#### Mesure
La mesure est la manière d'ordonner les notes et les silences. La mesure se lit sur la portée par la barre de mesure (verticale). Toutes les mesures doivent avoir une durée égale. La double barre de mesure indique la fin d'un morceau, la césure indique la fin d'une partie et la simple double barre indique un changement d'armure de la clé ou un changement de manière de compter les mesures lors d'un changement de mesure. Certains temps sont dits temps fort et d'autres temps faible.
La mesure se subdivise en deux, trois ou quatre temps. La mesure d'un morceau est annoncée par deux chiffres superposés après une double barre. Le chiffre supérieur indique le nombre de temps dans la mesure et le chiffre inférieur indique la durée allouée à chaque temps.
On distingue :
- la mesure simple (pour un temps binaire : chaque temps a deux parties) avec 2, 3, ou 4 en chiffre supérieur : chaque temps vaut une note ordinaire ;
- la mesure composée (pour un temps ternaire : chaque temps a trois parties) avec 6, 9 ou 12 en chiffre supérieur : chaque temps vaut une note pointée.

Le rythme est la manière dont sont ordonnées les durées (c'est-à-dire les notes et les silences). On distingue :
- la syncope : son qui commence sur un temps faible et continue sur un temps fort ;
- le contretemps : son qui commence également sur un temps faible mais se poursuit par un silence.

Le mouvement est la vitesse d'exécution du morceau de musique. Il est indiqué par un mot placé au début du morceau. Du plus lent au plus vif (rapide), les principaux mouvements sont : Largo, Lento, Adagio, Andante, Andantino, Moderato, Allegretto, Allegro, Presto. Mais il en existe des dizaines d'autres.

### Instruments
La musique peut être réalisée avec des objets de la nature (bout de bois par exemple) ou de la vie quotidienne (verres à eau et couverts par exemple également), des parties du corps (battements de mains, de pieds) avec la voix humaine, ou avec des instruments spécialement conçus à cet effet.
Les instruments de musique peuvent être classés selon le mode de production du son :
- instruments à cordes pincés, instruments à cordes frottées, instruments à cordes frappées (dont certains claviers)
- instruments à vent (bois et cuivres)
- instruments à percussion ;
- instruments électroniques.

## Typologie
Il existe plusieurs manières de classer la musique, notamment :
- par genre musical ;
- par zone géographique ;
- chronologique.

### Genres musicaux
Un genre musical désigne des pratiques musicales de même nature et de même destination.

### Exemple de classification
En France, les bibliothèques municipales suivent les catégories des principes de classement des documents musicaux suivants, qui sont ici limitées aux premières subdivisions de chaque classe suivies d'exemples de sous-catégories.

## Société

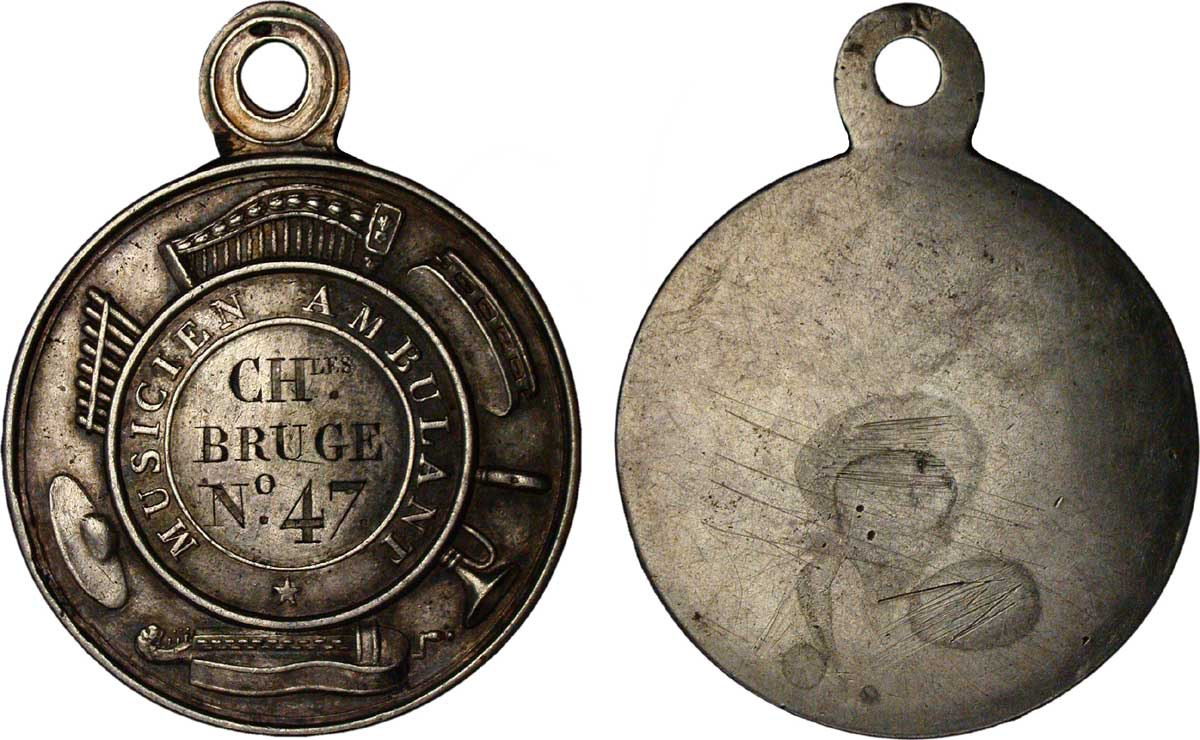
Médaille à bélière pour servir de laisser-passer à un musicien ambulant au nom de Charles Bruge.

Cette définition considère la musique comme un fait de société, qui met en jeu des critères tant historiques que géographiques. La musique passe autant par les symboles de son écriture (les notes de musique) que par le sens qu’on accorde à sa valeur affective ou émotionnelle. En Occident, le fossé n’a cessé de se creuser entre ces musiques de l’oreille (proches de la terre[pas clair], elles affirment une certaine spiritualité et jouent sur le parasympathique) et les musiques de l’œil (marquées par l’écriture, le discours, et un certain rejet du folklore). Les cultures occidentales ont privilégié l’authenticité et inscrit la musique dans une histoire qui la relie, par l’écriture, à la mémoire du passé. Les musiques d’Afrique font plus appel à l’imaginaire, au mythe, à la magie, et relient cette puissance spirituelle à une corporalité de la musique. L’auditeur participe directement à l’expression de ce qu’il ressent, alors qu’un auditeur occidental de concerts serait frustré par la théâtralité qui le délie de participation corporelle. Le baroque constitue en occident l’époque charnière où fut mise en place cette coupure. L’écriture, la notation, grâce au tempérament, devenait rationalisation des modes musicaux.

### Phénomène social
Chaque époque est tributaire des rapports entre l’art et la société, et plus particulièrement entre la musique et les formes de sa perception. Cette étude sociale aux travers des âges est menée dans un essai de Jacques Attali (Bruits, Paris, PUF, 1978).

### Évolution
La libération esthétique du compositeur par rapport à certaines règles et interdits, fondés au cours de l’histoire de la musique, et celle, concomitante, des liens qu’il noue avec l’auditeur est un facteur d’évolution. Elle va rarement sans heurts. L’évolution historique des courants stylistiques est jalonnée de conflits exprimés notamment à travers la question classique : « Ce qui m’est présenté ici, est-ce de la musique ? ».
L’histoire évolue également par alternance de phases de préparations et de phases de révélation intimement liées entre elles. Ainsi, la place prépondérante qu’occupe Jean-Sébastien Bach dans le répertoire de la musique religieuse, conséquence du génie créatif de ce musicien d’exception, ne peut nous faire oublier tous les compositeurs qui l’ont précédé et qui ont tissé ces liens avec le public en le préparant à des évolutions stylistiques majeures. L’œuvre de Bach concentre de fait un faisceau d’influences allemandes (Schütz, Froberger, Kerll, Pachelbel), italiennes (Frescobaldi, Vivaldi), flamandes (Sweelinck, Reincken) et françaises (Grigny et Couperin), toutes embrassées par le Cantor.
Ce type d'évolution incite Nikolaus Harnoncourt à considérer que « Mozart n’était pas un novateur ». Pour lui, Mozart ne fut que le cristallisateur du style classique, et le génie qui sut porter à son apogée des éléments dans l’air du temps. Concentrer les influences d’une époque, consolider les éléments et en tirer une nouvelle sève, c’est là le propre de tout classicisme. Contrairement aux musiciens contemporains expérimentateurs qui cherchent à la fois « le système et l’idée » (selon un article fondateur de Pierre Boulez), Mozart n’aurait ainsi jamais rien inventé qui ne lui préexistait. Les mutations radicales qu’il a su imposer proviennent de conceptions déjà en germe. Le lien entre l’évolution des techniques et l’écriture, entre les données matérielles (instruments, lieux, espaces) et l’expression, contraint le compositeur dans la double ambiguïté du carcan systémique et de la libération expressive. Dans cette perspective, la musique se construit autour de structures, de catégories, qu’il faut savoir dépasser (« travailler aux limites »).
En termes de style, la musique semble avoir souvent oscillé au cours des siècles entre une rhétorique de la litote et du minimum d’éléments syntaxiques (c’est le cas de Bach ou de Lully, c’est aussi celui, à un degré extrême de John Cage) et une excessivité (Richard Wagner ou Brian Ferneyhough par exemple), dilution dans l’emphase (autre définition du baroque), révolte contre les alignements conceptuels. Avec le recul historique, les phases de cette élaboration paraissent suivre des paliers successifs. Le pouvoir expressif passe d’apports strictement personnels à une complexification qui dénature les premières richesses de la nouveauté en cherchant à épuiser les ressources du matériau initial.

### Définition esthétique

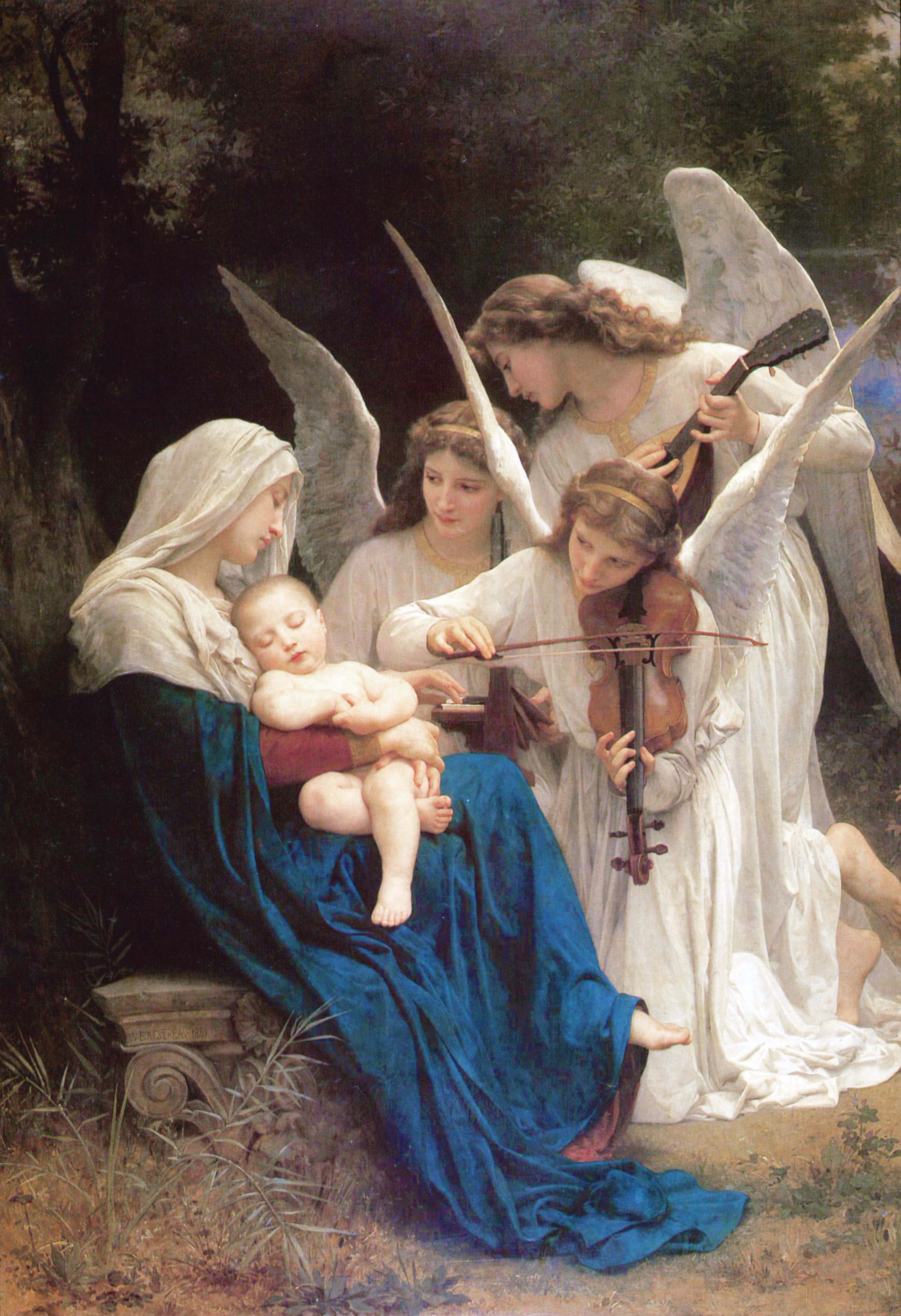
Le chant des anges (œuvre de William Bouguereau - XIXe siècle).

La musique peut également être définie et approchée dans une perspective de recherche esthétique. Cette vision esthétique de la musique, peut être, du côté de l’auditeur, définie par la définition du philosophe français Jean-Jacques Rousseau : « La musique est l’art d'accommoder les sons de manière agréable à l’oreille ». De la Renaissance jusqu’au XVIIIe siècle, la représentation des sentiments et des passions s’est effectuée par des figures musicales préétablies, ce que Monteverdi a appelé la seconda prattica expressio Verborum. La simultanéité dans la dimension des hauteurs (polyphonie, accords), avancée de l’Ars nova au XVe siècle (Ph. De Vitry), a été codifiée aux XVIIe et XVIIIe siècles (Traité de l’harmonie universelle du père Marin Mersenne, 1627, Traité de l’harmonie réduite à ses principes naturels de Jean-Philippe Rameau, 1722). Depuis, la représentation de la musique affiche des tendances plus personnalisées. Cette traduction de la personnalité aboutit tout naturellement au XIXe siècle aux passions développées par la musique romantique.
Certains[Qui ?] estiment que les grandes écoles de style ne sont souvent qu’un regroupement factice autour de théories a priori. La musique passe autant par les symboles de son écriture que par les sens accordés à sa « valeur » (affective, émotionnelle…). Théorie et réception se rejoignent pour accorder à la musique un statut, artistique puisque communication, esthétique puisque traduction de représentation (cf. les théories de la réception et de la lecture selon l’école de Constance). Les trois pôles du phénomène musical sont le compositeur, l’interprète et l’auditeur. Cependant un fossé n’a cessé de se creuser dans la musique occidentale entre le compositeur et son public. Les recherches musicales actuelles tendent à faire de la musique un support de la représentation de la complexité de notre monde (de l’infiniment petit à l’infiniment grand). Elles se seraient alors éloignées de la recherche purement esthétique.
Chaque étape stylistique importante (Renaissance, baroque, classicisme, romantisme, et d’une certaine façon modernisme), porte ainsi en elle une ou plusieurs bifurcations esthétiques. Au milieu du XXe siècle, dans les années 1947-1950, après les assauts formalistes du sérialisme, le noyau fédérateur qui subsistait à l’arrivée du magnétophone et des techniques électroniques résidait dans la manifestation d’un sonore perceptible et construit. Les traités d’harmonie de la fin du XIXe siècle (par exemple le Traité d’harmonie de Th. Dubois), reprenant la théorie de Rameau, s’étaient attachés à amarrer la tonalité à une nécessité développée par l’histoire depuis Monteverdi. Or, en rompant dès 1920 avec les schémas classiques de la tonalité, le XXe siècle aurait confiné le système tonal aux seuls XVIIIe et XIXe siècles, et même réduit à cette époque, dans la stricte délimitation géographique que nous lui connaissons, à savoir en Europe et aux États-Unis. La définition classique de la musique comme « art de combiner les sons » se serait effondrée peu après le milieu du XXe siècle.

### Discipline scientifique
Pendant longtemps la musique fut considérée comme une science au même titre que l’astronomie ou la géométrie. Elle est très liée aux mathématiques. De nombreux savants se sont penchés sur les problèmes musicaux tels que Pythagore, Galilée, Descartes, Euler.
Pythagore étudie la musique comme mettant en jeu des rapports arithmétiques au travers des sons. L'harmonie qui en procède se retrouve pour lui et gouverne l'ordonnancement de ses sphères célestes. Ainsi Platon dans La République, VII, 530d, rappelle que la Musique et l'Astronomie sont des sciences sœurs. Au Ve siècle, Martianus Capella présente la musique comme un des sept arts libéraux. Avec Boèce, la théorie musicale est distinguée de la pratique musicale. La musique entendue comme activité (praxis), qui est la musique des musiciens, sera alors déconsidérée et considérée comme un art subalterne, un « art mécanique », de la musique entendue comme savoir (théoria) qui seule sera reconnue comme vraie musique, et enseignée comme un des 7 arts libéraux, parmi les 4 disciplines scientifiques du second degré de cet enseignement, et que Boèce nomma le « quadrivium ». La musique (théorique) a alors le même statut que l'arithmétique, la géométrie et l'astronomie.
Jean-Philippe Rameau, considérait que « la Musique est une science qui doit avoir des règles certaines ; ces règles doivent être tirées d’un principe évident, et ce principe ne peut guère nous être connu sans le secours des Mathématiques ».
La musique est l'une des pratiques culturelles les plus anciennes et comporte le plus souvent une dimension artistique. La musique s'inspire toujours d'un « matériau sonore » pouvant regrouper l’ensemble des sons perceptibles, pour construire ce « matériau musical ». À ce titre elle a, dans les années récentes, été étudiée comme une science,. La phénoménologie de Husserl, réfutait ces points de vue. L'ouïe, qui est le plus adapté de nos sens pour la connaissance des sentiments est, a contrario, le moins apte à la connaissance objective qui fonde la science. La musique est donc un concept dont la signification est multiple, elle peut tout bien être un concept hérité de fonctions de survies ancestrales capables, par le biais d'émotions, d'indiquer ce qui est propice à la survie de l'espèce ; mais elle est également dépendante des goûts de chacun. Il en résulte qu'il est difficile d'établir une définition unique regroupant tous les genres musicaux.

## Santé

### Musicothérapie
La musique est utilisée pour ses effets thérapeutiques pour des personnes atteintes de la maladie d'Alzheimer. Elle est également une aide pour réveiller des patients d'un coma à l'écoute d'une musique familière (plusieurs cas avérés)[Lesquels ?]. La musique a des bienfaits sur les personnes atteintes de la maladie de Parkinson ou victimes d'un accident vasculaire cérébral. Des pathologies médicales comme l'épilepsie ou la démence sénile pourraient être soulagées par l'écoute de la musique.
Des études ont montré que les enfants qui font de la musique voient leurs compétences scolaires s’améliorer. Les orthophonistes recommandent d'ailleurs le violon pour les enfants qui souffrent de repère dans l'espace. De manière plus générale, la pratique musicale permet de lutter contre les effets du vieillissement cognitif.
Chez les personnes soufrant d'une grave incompétence et d'une désorganisation motrice, la musique permet de rétablir leur capacité à se mouvoir. Cette caractéristique de la musique explique peut être en partie l'existence des chants de travail. 

### Prévention des risques sur l'audition
L'écoute de musique à très fort niveau sonore (lors d'un concert, baladeur, par un musicien...) sans protection auditive peut aboutir à un traumatisme sonore. Un concert ou une musique de discothèque produisent 105 décibels alors que le seuil de danger est estimé à 85 décibels. Le traumatisme se manifeste soit par des pertes auditives partielles ou totales, des acouphènes et de l'hyperacousie. Les conséquences sont parfois dramatiques dans la vie de l'individu car ces pathologies sont irréversibles. Les musiciens (professionnels ou non) sont particulièrement concernés. Certaines associations se mettent en place pour les sensibiliser à ce sujet et contrer ces risques.

### Médias et technologie
La musique que les compositeurs créent peut être entendue par le biais de nombreux médias ; la manière la plus traditionnelle étant par la présence des musiciens eux-mêmes. La musique en direct peut être écoutée par radio, à la télévision ou sur Internet. Certains styles musicaux se focalisent plus sur la production d'un son pour une performance, tandis que d'autres se focalisent plus sur l'art de « mélanger » des sons lorsqu'ils sont joués en direct.
Le rapport entre la musique et les médias est une question complexe comportant plusieurs dimensions (esthétique, sémantique, cognitive, économique, sociale, et même organisationnelle). Pour Mario d'Angelo, il convient de développer une approche globale, systémique pour prendre en compte en même temps ces différentes dimensions. Ainsi pour la télévision par exemple, le flux d'image est accompagné d'un flux sonore qui comporte de la voix, des bruits et de la musique. La forte présence de musique trouve son origine bien au-delà des seules concerts ou spectacle avec musique retransmis (en direct ou en différé). La musique est également présente dans les contenus dits de stocks et dans les contenus dits de flux. Les premiers nécessitent une postproduction avec du montage et du mixage. La musique y est donc présente par incorporation (ou synchronisation) dans la bande son, selon des niveaux de mixages comme les films cinématographiques, feuilletons, séries télévisuelles, téléfilms, documentaires, docu-fictions, spots publicitaires, etc.. Les seconds (les contenus dits de flux) nécessitent pas ou très peu de postproduction (journaux télévisés, magazines, reportages, émissions enregistrées depuis un plateau de télévision, etc.).
Tandis que les sonorités cinématiques ont émergé au début du XXe siècle, un grand nombre de musiciens d'orchestre ont participé à ces enregistrements de son. Dans la plupart des cas, les performances en direct impliquent des compositions pré-enregistrées. Par exemple, un disc jockey utilise des platines pour créer une sonorité appelée scratching, et certaines compositions durant le XXe siècle font leur performance (le chant par exemple) en direct à l'aide d'un son pré-enregistré. Les ordinateurs et un bon nombre de claviers électroniques permettent une programmation à l'avance de notes qui peuvent être jouées (Musical Instrument Digital Interface, MIDI). Le public peut également faire une performance en participant lors d'un karaoké, une activité d'origine japonaise centrée sur des chansons composées par des professionnels et chantées par des particuliers. La plupart des machines de karaoké possèdent un écran adapté pour aider ces particuliers ; les particuliers peuvent ainsi chanter les paroles tout en gardant le rythme de la musique jouée en playback.
L'émergence d'Internet a considérablement changé la manière d'écouter la musique et contribue à un très large choix de styles musicaux. La musique sur Internet grandit également grâce aux communautés virtuelles telles que YouTube, Myspace et SoundCloud. De tels sites simplifient le contact et la communication avec des musiciens et facilitent grandement la distribution de la musique. Les musiciens professionnels tirent également profit de YouTube en tant que site gratuit promotionnel. YouTube n'est pas seulement un outil promotionnel gratuit pour les musiciens professionnels mais c'est aussi un moyen pour les amateurs de se faire connaître du grand public que ce soit de manière volontaire ou non, comme la chanteuse Irma qui a découvert par hasard qu'elle était en page d'accueil.

## La musique dans la philosophie et la religion
De nombreux philosophes ont développé des théories de la musique. C'est en particulier le cas d'Arthur Schopenhauer (joueur de flûte) pour qui la musique est l'art métaphysique par excellence. Sa philosophie eut une influence déterminante sur Richard Wagner. Friedrich Nietzsche, ami de Wagner et compositeur à ses heures, accorde également une place de choix à la musique dans sa pensée. Dans les religions, de nombreuses traditions de musiques sacrées existent, à l'instar de la musique chrétienne, de la musique bouddhique ou de la musique juive. Dans l'islam, les interprétations traditionnelles prévalant notamment dans le sunnisme tendent à considérer que la religion musulmane prohibait la musique, en exceptant certaines occasions comme les mariages. Aucun consensus entre autorités religieuses musulmanes n'existe cependant sur ce point, et la musique est présente dans les sociétés musulmanes. De riches traditions de musiques islamiques existent dans certaines branches de l'islam, comme le soufisme.
En 2022, Nick Cave publie l'ouvrage Faith, Hope and Carnage, dans lequel il livre son rapport de la musique à la foi. L'artiste, qui a perdu deux de ses fils, raconte comment la musique l'a aidé à surmonter le chagrin, et établit un lien étroit entre musique et spiritualité. « C'est la forme artistique qui répond le mieux à notre besoin de remplir notre manque de Dieu, parce qu'elle permet de nous sentir moins seuls : elle nous connecte spirituellement. » déclare t-il.